# Ama-gi

Ama-gi geschreven in de Sumerische taal

Ama-gi of amargi is een oud Soemerisch woord, dat afwisselend wordt vertaald als "vrijheid", "manumissio" of "kwijtschelding". Letterlijk vertaald betekent het "terugkeer naar de moeder".
Naar het ouderlijk huis teruggaan was het eerste dat schuldslaven deden na een kwijtschelding die hen de vrijheid teruggaf. In deze betekenis komt het woord voor in een inscriptie van koning Enmetena van Lagasj (2402 v.Chr.), die rept van een algehele annulering van schuld en rente in zijn koninkrijk. Deze inscriptie is het oudste politieke document waarin vrijheid genoemd wordt en tevens het eerste verslag van een schuldkwijtschelding. Periodieke kwijtscheldingen van leningschulden waren eeuwenlang gebruikelijk in Soemer, Assyrië en Babylonië.
Het spijkerschriftsymbool voor ama-gi is door sommige anarchokapitalisten en libertariërs geadopteerd. Het tijdschrift van de Hayek Society aan de London School of Economics, de grootste libertarische groep in het Verenigd Koninkrijk, is getiteld Ama-gi. Het symbool wordt gebruikt als logo van Liberales, is een onafhankelijke liberale denktank, het Instituto Político para la Libertad van Peru, en een andere versie is een geregistreerd logo van Liberty Fund.